# Данко Шипка
Данко Шипка (Бања Лука, 9. јул 1962) српски је лингвиста и универзитетски професор. Шипка је професор славистике и примењене лингвистике на Државном универзитету Аризоне.

## Биографија
Његов отац је лингвиста Милан Шипка.
Школовао се на Филолошком факултету у Београду (докторат из лингвистике), Пољској академији наука (докторат из психологије), те на Универзитету Адама Мицкијевича (магистратура из русистике и славистичка хабилитација). Председник републике Пољске Броњислав Коморовски уручио му је 2010. титуларну професуру. Шипка је уједно био ментор многих наших и страних познатих лингвиста међу којима је и Павле Ћосић.
Аутор је више речника и студија, међу којима се истичу општи енглеско-српски речници издавачке куће Прометеј те студија Lexical Conflict код издавачке куће Cambridge University Press.
Главна интересовања су му лексикографија, лексикологија, међукултурна лингвистика, психолингвистика и рачунарска лингвистика.

## Одабрана дела
- Šipka, Danko (1998). Osnovi leksikologije i srodnih disciplina. Novi Sad: Matica srpska.